# Janški hrib
Janški hrib (794 m. n. v.) je vzpetina, ki se nahaja v Janškem hribovju, v skrajnem vzhodnem delu Mestne občine Ljubljana in zahodnem delu občine Litija. Malo pod vrhom Janškega hriba stoji planinska postojanka Planinske zveze Slovenije, imenovana Planinski dom na Jančah (792 m. n. v.), s katerim upravlja Planinsko društvo Litija.
Na trebušastem hrbtu vzpetine se nahaja gručasto naselje Janče, po katerem je hrib dobil ime.
S 794 metri nadmorske višine Janški hrib predstavlja  tudi najvišjo točko Mestne občine Ljubljana, zaradi česar se je omenjene vzpetine prijelo poimenovanje "Ljubljanski Triglav". V neposredni bližini pa leži tudi najnižja točka MOL, ki je 500 m nižja, v dolini, kjer se reka Ljubljanica izliva v reko Savo (291 m. n. v.)